# Frankrikes Grand Prix 2019
Frankrikes Grand Prix 2019, officiellt Formula 1 Grand Prix De France 2019, var ett Formel 1-lopp som kördes 23 juni 2019 på Circuit Paul Ricard i Le Castellet i Frankrike. Loppet var det åttonde av sammanlagt tjugoen deltävlingar ingående i Formel 1-säsongen 2019 och kördes över 53 varv.

## Resultat

### Kval
| KR. | Nr | Förare             | Konstruktör               | Q1       | Q2       | Q3       | Grid |
| --- | -- | ------------------ | ------------------------- | -------- | -------- | -------- | ---- |
| 1   | 44 | Lewis Hamilton     | Mercedes                  | 1.30,609 | 1.29,520 | 1.28,319 | 1    |
| 2   | 77 | Valtteri Bottas    | Mercedes                  | 1.30,550 | 1.29,437 | 1.28,605 | 2    |
| 3   | 16 | Charles Leclerc    | Ferrari                   | 1.30,647 | 1.29,699 | 1.28,965 | 3    |
| 4   | 33 | Max Verstappen     | Red Bull Racing-Honda     | 1.31,327 | 1.30,099 | 1.29,409 | 4    |
| 5   | 4  | Lando Norris       | McLaren-Renault           | 1.30,989 | 1.30,019 | 1.29,418 | 5    |
| 6   | 55 | Carlos Sainz Jr.   | McLaren-Renault           | 1.31,073 | 1.30,319 | 1.29,522 | 6    |
| 7   | 5  | Sebastian Vettel   | Ferrari                   | 1.31,075 | 1.29,506 | 1.29,799 | 7    |
| 8   | 3  | Daniel Ricciardo   | Renault                   | 1.30,954 | 1.30,369 | 1.29,918 | 8    |
| 9   | 10 | Pierre Gasly       | Red Bull Racing-Honda     | 1.31,152 | 1.30,421 | 1.30,184 | 9    |
| 10  | 99 | Antonio Giovinazzi | Alfa Romeo Racing-Ferrari | 1.31,180 | 1.30,408 | 1.33,420 | 10   |
| 11  | 23 | Alexander Albon    | Scuderia Toro Rosso-Honda | 1.31,445 | 1.30,461 | 0        | 11   |
| 12  | 7  | Kimi Räikkönen     | Alfa Romeo Racing-Ferrari | 1.30,972 | 1.30,533 | 0        | 12   |
| 13  | 27 | Nico Hülkenberg    | Renault                   | 1.30,865 | 1.30,544 | 0        | 13   |
| 14  | 11 | Sergio Pérez       | Racing Point-BWT Mercedes | 1.30,964 | 1.30,738 | 0        | 14   |
| 15  | 20 | Kevin Magnussen    | Haas-Ferrari              | 1.31,166 | 1.31,440 | 0        | 15   |
| 16  | 26 | Daniil Kvyat       | Scuderia Toro Rosso-Honda | 1.31,564 | 0        | 0        | 19a  |
| 17  | 8  | Romain Grosjean    | Haas-Ferrari              | 1.31,626 | 0        | 0        | 16   |
| 18  | 18 | Lance Stroll       | Racing Point-BWT Mercedes | 1.31,726 | 0        | 0        | 17   |
| 19  | 63 | George Russell     | Williams-Mercedes         | 1.32,789 | 0        | 0        | 20a  |
| 20  | 88 | Robert Kubica      | Williams-Mercedes         | 1.33,205 | 0        | 0        | 18   |

| Vidare från första kvalrundan ▬▬ Vidare från andra kvalrundan ▬▬ |

107 %-gränsen: 1.36,888
Källor:
- ^a  – Daniil Kvyat och George Russell blev beordrade av FIA att starta sist efter att ha överskridit kvoten av antalet komponenter som får bytas ut i motorenheten under en säsong.[6][7]

### Lopp
| Pos. | Nr | Förare             | Konstruktör               | Varv | Tid         | Grid | P     |
| ---- | -- | ------------------ | ------------------------- | ---- | ----------- | ---- | ----- |
| 1    | 44 | Lewis Hamilton     | Mercedes                  | 53   | 1:24.31,198 | 1    | 25    |
| 2    | 77 | Valtteri Bottas    | Mercedes                  | 53   | +18,056     | 2    | 18    |
| 3    | 16 | Charles Leclerc    | Ferrari                   | 53   | +18,985     | 3    | 15    |
| 4    | 33 | Max Verstappen     | Red Bull Racing-Honda     | 53   | +34,905     | 4    | 12    |
| 5    | 5  | Sebastian Vettel   | Ferrari                   | 53   | +1.02,796   | 7    | 10+1a |
| 6    | 55 | Carlos Sainz Jr.   | McLaren-Renault           | 53   | +1.35,462   | 6    | 8     |
| 7    | 7  | Kimi Räikkönen     | Alfa Romeo Racing-Ferrari | 52   | +1 varv     | 12   | 6     |
| 8    | 27 | Nico Hülkenberg    | Renault                   | 52   | +1 varv     | 13   | 4     |
| 9    | 4  | Lando Norris       | McLaren-Renault           | 52   | +1 varv     | 5    | 2     |
| 10   | 10 | Pierre Gasly       | Red Bull Racing-Honda     | 52   | +1 varv     | 9    | 1     |
| 11   | 3  | Daniel Ricciardo   | Renault                   | 52   | +1 varv     | 8    | 0     |
| 12   | 11 | Sergio Pérez       | Racing Point-BWT Mercedes | 52   | +1 varv     | 14   | 0     |
| 13   | 18 | Lance Stroll       | Racing Point-BWT Mercedes | 52   | +1 varv     | 17   | 0     |
| 14   | 26 | Daniil Kvyat       | Scuderia Toro Rosso-Honda | 52   | +1 varv     | 19   | 0     |
| 15   | 23 | Alexander Albon    | Scuderia Toro Rosso-Honda | 52   | +1 varv     | 11   | 0     |
| 16   | 99 | Antonio Giovinazzi | Alfa Romeo Racing-Ferrari | 52   | +1 varv     | 10   | 0     |
| 17   | 20 | Kevin Magnussen    | Haas-Ferrari              | 52   | +1 varv     | 15   | 0     |
| 18   | 88 | Robert Kubica      | Williams-Mercedes         | 51   | +2 varv     | 18   | 0     |
| 19   | 63 | George Russell     | Williams-Mercedes         | 51   | +2 varv     | 20   | 0     |
| RET  | 8  | Romain Grosjean    | Haas-Ferrari              | 44   | 0           | 16   | 0     |

| Förare och stall som tog poäng ▬▬ |

Källor:
- ^a  – Sebastian Vettel fick en extrapoäng för snabbaste varv.[1]

## Poängställning efter loppet
| Position  | 1    | 2    | 3    | 4    | 5    | 6   | 7   | 8   | 9   | 10  | Snabbaste varv |
| Poäng (p) | 250p | 180p | 150p | 120p | 100p | 80p | 60p | 40p | 20p | 10p | 10p            |

| Pos. | Förare            | Stall                     | Poäng |
| ---- | ----------------- | ------------------------- | ----- |
| 1    | Lewis Hamilton    | Mercedes                  | 187   |
| 2    | Valtteri Bottas   | Mercedes                  | 151   |
| 3    | Sebastian Vettel  | Ferrari                   | 111   |
| 4    | Max Verstappen    | Red Bull-Honda            | 100   |
| 5    | Charles Leclerc   | Ferrari                   | 87    |
| 6    | Pierre Gasly      | Red Bull-Honda            | 37    |
| 7    | Carlos Sainz, Jr. | McLaren-Renault           | 26    |
| 8    | Kimi Räikkönen    | Alfa Romeo Racing-Ferrari | 19    |
| 9    | Daniel Ricciardo  | Renault                   | 16    |
| 10   | Nico Hülkenberg   | Renault                   | 16    |
| 11   | Kevin Magnussen   | Haas-Ferrari              | 14    |
| 12   | Lando Norris      | McLaren-Renault           | 14    |
| 13   | Sergio Pérez      | Racing Point-BWT Mercedes | 13    |
| 14   | Daniil Kvyat      | Toro Rosso-Honda          | 10    |
| 15   | Alexander Albon   | Toro Rosso-Honda          | 7     |
| 16   | Lance Stroll      | Racing Point-BWT Mercedes | 6     |
| 17   | Romain Grosjean   | Haas-Ferrari              | 2     |

| Pos. | Stall                     | Poäng |
| ---- | ------------------------- | ----- |
| 1    | Mercedes                  | 338   |
| 2    | Ferrari                   | 198   |
| 3    | Red Bull-Honda            | 137   |
| 4    | McLaren-Renault           | 40    |
| 5    | Renault                   | 32    |
| 6    | Alfa Romeo Racing-Ferrari | 19    |
| –    | Racing Point-BWT Mercedes | 19    |
| 8    | Toro Rosso-Honda          | 17    |
| 9    | Haas-Ferrari              | 16    |